# 20. avgust
20. avgust je 232. dan leta (233. v prestopnih letih) v gregorijanskem koledarju. Ostaja še 133 dni.

## Dogodki
- 1648 – Bitka pri Lensu, del tridesetletne vojne.
- 1914:
  - S podpisom sporazuma se je končala bitka na Ceru med Avstro-Ogrsko in Srbijo.
  - Rusija je premagala Nemčijo v pri Gumbinnenu.
  - Nemško cesarstvo je okupiralo Bruselj.
- 1918 – Združeno kraljestvo je začelo ofenzivo na zahodni fronti.
- 1922 – V Ljubljani se je začela 1. konferenca SKOJ-a.
- 1940 – Ramón Mercader je izvedel atentat na Trockega, ta je naslednjega dne podlegel poškodbam.
- 1944 – Francoske notranje sile so osvobodile polotok Quiberon.
- 1953 – Sovjetska zveza je uradno objavila, da so opravili preizkus vodikove bombe.
- 1968 – sile Varšavskega pakta so vdrle v Češkoslovaško in zadušile demokratične spremembe (praško pomlad).
- 1975 – Izstreljen je bil Viking I proti Marsu
- 1980 – Reinhold Messner se je kot prvi povzpel na Mount Everest brez dodatnega kisika.
- 1988 – Iran in Irak sta podpisala premirje.
- 1990 – Vesoljska sonda Magellan je poslala posnetke površja Venere.
- 1991:
  - Boris Jelcin je prevzel poveljstvo nad oboroženimi silami Sovjetske zveze, lociranimi v Rusiji.
  - Estonija je razglasila neodvisnost.

## Rojstva
- 1086 – Boleslav III. Krivousti, poljski vojvoda († 1138)
- 1377 – Šahruh Mirza, vladar Transoksanije in Perzije († 1447)
- 1561 – Jacopo Peri, italijanski skladatelj († 1633)
- 1632 – Louis Bourdaloue, francoski jezuitski pridigar († 1704)
- 1778 – Bernardo O'Higgins, čilski general, predsednik († 1842)
- 1779 – Jöns Jacob Berzelius, švedski kemik († 1848)
- 1799 – James Prinsep, angleški arheolog, kolonialni upravnik († 1840)
- 1827 – Josef Strauß, avstrijski skladatelj († 1870)
- 1833 – Benjamin Harrison VI., ameriški predsednik († 1901)
- 1847 – Bolesław Prus, poljski pisatelj († 1912)
- 1860 – Raymond Poincaré, francoski politik († 1934)
- 1884 – Rudolf Bultmann, nemški teolog († 1976)
- 1886 – Paul Tillich, nemško-ameriški teolog in filozof († 1965)
- 1901 – Salvatore Quasimodo, italijanski pesnik, nobelovec 1959 († 1969)
- 1941 – Slobodan Milošević, srbski politik († 2006)
- 1944 – Radživ Gandhi, indijski predsednik vlade († 1991)
- 1950 – Igor Omerza, mag., slovenski politik, publicist in ekonomist
- 1966 – Dimebag Darrell, ameriški kitarist, pevec († 2004)
- 1974 – Amy Adams, ameriška igralka
- 1992 – Demi Lovato, ameriška pevka in igralka

## Smrti
- 1153 – Bernard iz Clairvauxa, francoski cistercijanski menih, teolog, mistik in agitator (* 1090)
- 1260 – Jaromar II., knez Rügena, pirat (* 1218)
- 1318 – Cassono della Torre, oglejski patriarh
- 1384 – Gerard Groote, nizozemski teolog (* 1340)
- 1390 – Konrad Zöllner von Rothenstein, veliki mojster tevtonskih vitezov (* okoli 1325 )
- 1396 – Marsilij iz Inghena, nizozemski filozof (* 1330)
- 1572 – Miguel López de Legazpi, španski konkvistador (* 1510)
- 1624 – Francesco Andreini, italijanski, gledališki igralec (* 1548)
- 1648 – Edward Herbert, angleški diplomat, pesnik in filozof (* 1583)
- 1762 – Shah Waliullah, indijski islamski teolog in sufi (* 1703)
- 1823:
  - Pij VII., papež italijanskega rodu (* 1740)
  - Friedrich Arnlod Brockhaus, nemški založnik (* 1772)
- 1854 – Friedrich von Schelling, nemški filozof (* 1775)
- 1908 – Gustav Ipavec, slovenski skladatelj (* 1831)
- 1914 – Pij X., papež italijanskega rodu (* 1835)
- 1915 – Paul Ehrlich, nemški bakteriolog, nobelovec 1908 (* 1854)
- 1917 – Johann Friedrich Wilhelm Adolf von Baeyer, nemški kemik, nobelovec 1905 (* 1835)
- 1930 – Herbert Hall Turner, angleški astronom, seizmolog (* 1861)
- 1961 – Percy Williams Bridgman, ameriški fizik, filozof znanosti in nobelovec 1946 (* 1882)
- 2001 – sir Fred Hoyle, britanski astronom, astrofizik, kozmolog, matematik, pisatelj, popularizator znanosti (* 1915)
- 2013 – Janez Boljka, slovenski kipar, grafik in slikar, Prešernov nagrajenec (* 1931)

## Prazniki in obredi
- svetovni dan komarjev